# Норма Толмадж
Норма Толмадж (англ. Norma Talmadge; 2 травня 1894 — 24 грудня 1957) — американська акторка і продюсерка часів німого кіно, що досягла піку популярності на початку 1920-х, коли входила до кола найпопулярніших зірок американського кіно.

## Біографія
Народилася в бідній родині в Джерсі-Сіті. Після того, як батько покинув сім'ю, вона з двома молодшими сестрами Наталі і Констанс (також стали акторками) залишилася під опікою матері. 
Акторську кар'єру Норма Толмадж почала з участі в короткометражках ще в 1910 році на Східному узбережжі, а по досягненню певних успіхів і слави на початку 1920-х перебралася до Голлівуду. Спеціалізуючись в основному на мелодрамах, Толмадж зіграла свою найзнаменитішу роль в картині Сідні Франкліна «Ніжна посмішка» в 1922 році, а крім цього тріумфальними для неї стали роль в драмах Френка Борзейгі «Секрети» (1924) і «Леді» (1925), де вона також виступила і як продюсер. Вважається, що саме Норма Толмадж започаткувала традицію залишати відбитки ніг і долонь перед Китайським театром Граумана, випадково наступивши навесні 1927 року на вологий бетон перед його входом.
З 1916 по 1934 актриса була одружена з впливовим американським продюсером Джозефом Шенком, з яким створила власну продюсерську компанію. Протягом 1920-х Норма Толмадж залишалася однією з найелегантніших і гламурних кінозірок, проте до кінця епохи німого кіно її популярність пішла на спад. У 1930 році, після того як два звукових фільми з її участю провалилися в прокаті, Толмадж завершила акторську кар'єру. Після розлучення з Шенком Толмадж ще двічі була одружена, дітей більше не мала.
Візні роки Толмадж провела в самоті, уникаючи появ на публіці. Страждаючи від артриту і будучи залежною від знеболювальних препаратів, вона перебралася в Лас-Вегас, де провела останні роки. 
У 1957 році Норма Толмадж перенесла ряд інсультів і в переддень Різдва померла від пневмонії у віці 63 років. На момент смерті її статки були оцінені в 1 млн доларів. Актриса була похована на кладовищі «Hollywood Forever», де пізніше поруч з нею були поховані і її сестри. 
Її внесок в кіноіндустрію США відзначений зіркою на Голлівудській алеї слави.

## Фільмографія
1. 1917: Пантея / Panthea — Пантея Ромофф
2. 1917: Закон компенсації / The Law of Compensation — Флора Грем / Рут Грем
3. 1917: Поппі / Poppy — Поппі Дестінн
4. 1917: Метелик / The Moth — Люсі Гіллам
5. 1917: Таємниця штормової країни / The Secret of the Storm Country — Тесс Скіннер
6. 1918: Привиди з вчора / The Ghosts of Yesterday — Рут Грем / Жанна Ле Флюр
7. 1918: За правом викупу / By Right of Purchase — Марго Г'юз
8. 1918: Розкішна Енні / De Luxe Annie — Джулі Кендал (Розкішна Енні ІІ)
9. 1918: Протипожежна завіса / The Safety Curtain — Пак
10. 1918: Її єдиний шлях / Her Only Way — Люсіль Вестбрук
11. 1918: Заборонене місто / The Forbidden City — Сан Сан / іграшка
12. 1919: Серце Ветони / The Heart of Wetona — Ветона
13. 1919: Місяць-молодик / The New Moon — принцеса Марія Павлівна
14. 1919: Випробування для дружини / The Probation Wife — Жозефіна Моубрей
15. 1919: Острів завоювання / The Isle of Conquest — Етель Гармон
16. 1920: Дочка двох світів / A Daughter of Two Worlds — Дженні Мелоун
17. 1920: Вона любить і бреше / She Loves and Lies — Марі Каллендер, вона же Марі Макс і Джун Дейні
18. 1920: Так чи ні / Yes or No — Маргарет Вейн / Мінні Беррі
19. 1920: Фірмова жінка / The Branded Woman — Рут Сойєр
20. 1921: Пристрасна квітка / Passion Flower — Акація, Пристрасна квітка
21. 1921: Знак на дверях / The Sign on the Door — Енн Гунівел / місіс «Лейф» Ріган
22. 1921: Дивна річ / The Wonderful Thing — Жаклін Лорентін Боггс
23. 1922: Ніжна посмішка / Smilin' Through — Муньєн
24. 1922: Вічний вогонь / The Eternal Flame — герцогиня Ланже
25. 1923: Голос із мінарету / The Voice from the Minaret — леді Адріанна Карлайл
26. 1923: Без закону / Within the Law — Марія Тернер
27. 1923: Попіл помсти / Ashes of Vengeance — Іоланда Брукс
28. 1923: Пісня про любов / The Song of Love — Нурма-гал
29. 1924: Таємниці / Secrets — Мері Карлтон
30. 1925: Леді / The Lady — Поллі Перл
31. 1925: Граустарк / Graustark — принцеса Єтів
32. 1926: Кікі / Kiki — Кікі
33. 1927: Голуб / The Dove — Долорес
34. 1928: Суперечлива жінка / The Woman Disputed — Мері Енн Вагнер
35. 1929: Нью-йоркські ночі / New York Nights — Джилл Деверн
36. 1930: Дю Баррі, пристрасна жінка / Du Barry, Woman of Passion — мадам Дю Баррі